# Hamilton Carvalhido
Hamilton Carvalhido GOMM (Rio de Janeiro, 10 de maio de 1941 - São Paulo, 17 de janeiro de 2021) foi um professor, advogado e magistrado brasileiro. Foi ministro do Superior Tribunal de Justiça (STJ) desde abril de 1999 e ministro efetivo do Tribunal Superior Eleitoral (TSE) desde abril de 2010. Aposentou-se no STJ em 9 de maio de 2011.

## Vida acadêmica e experiência profissional
Bacharel em Direito pela Faculdade de Ciências Jurídicas do Rio de Janeiro, atual Universidade Gama Filho, em 1963. Pouco depois ingressou no Ministério Público do Estado da Guanabara alcançando o cargo de Procurador-geral de Justiça do Estado do Rio de Janeiro por dois biênios entre 1995 e 1999. Paralelamente a sua carreira, foi professor universitário, entre outras, da Universidade Gama Filho, UniCEUB e Instituto de Educação Superior de Brasília (IESB). Foi casado com Eunice Carvalhido, atual Procuradora-Geral do Distrito Federal.

## STJ
Em 1999 seu nome foi escolhido para ocupar uma vaga de ministro do Superior Tribunal de Justiça destinada a membro do Ministério Público, aberta com a aposentadoria de José Fernandes Dantas. Nomeado pelo presidente Fernando Henrique Cardoso, foi empossado em 20 de abril de 1999.
Pelo mesmo presidente, foi condecorado em 2002 com a Ordem do Mérito Militar no grau de Grande-Oficial especial.
Ali ocupou diversos cargos, tendo sido membro da 1.ª turma do tribunal, diretor da revista do Superior Tribunal de Justiça, assim como da corte especial (formada pelos quinze ministros mais antigos).
Aposentou-se em 9 de maio de 2011.

## Novo Código de Processo Penal
Coordenou a comissão de juristas instalada pelo Senado Federal em 2008 responsável pela elaboração de anteprojeto de reforma do Código de Processo Penal Brasileiro.

## TSE
Escolhido em votação no STJ, tornou-se ministro efetivo do Tribunal Superior Eleitoral (TSE), empossado em 20 de abril de 2010, substituindo Fernando Gonçalves.

## Morte
Morreu em 17 de janeiro de 2021 em São Paulo, aos 79 anos, após complicações decorrentes da COVID-19.